# Gelasma panterpna
Gelasma panterpna là một loài bướm đêm trong họ Geometridae.